# Prorastomidae
Los prorastómidos (Prorastomidae) son una familia de mamíferos sirenios extintos relacionados con los manatíes y dugongs que vivieron desde la época del Ypresiense hasta el Luteciense en el período Eoceno. Estos eran animales relativamente pequeños, como los condilartros del Paleógeno. A diferencia de los sirenios actuales estaban mejor adaptados a la vida terrestre - como lo demuestra la constitución de la articulación ilio-sacral - pero ya mostraban cierta adaptación a la vida en el agua, tales como el retraimiento de las fosas nasales. Las sinapomorfías de los prorastómidos incluyen un cráneo y mandíbula inferior aplanados horizontalmente, extremidades posteriores bien desarrolladas y la boca dirigida hacia el frente del cráneo, y no hacia la parte inferior del mismo, como en los sirenios más avanzados.
Los géneros incluidos en Prorastomidae son el género tipo Prorastomus y Pezosiren y restos de sirenios sin descripción científica formal hallados en los sedimentos del Eoceno temprano o medio de la formación Chapelton en Jamaica. Según un estudio de 1994 de Daryl Domning la familia Prorastomidae es un grupo parafilético.